# Drepanium sauteri
Drepanium sauteri là một loài Rêu trong họ Hypnaceae. Loài này được (Schimp.) G. Roth mô tả khoa học đầu tiên năm 1904.